# Kyliane Dong
Pour les articles homonymes, voir Dong.
Kyliane Dong, né le 27 septembre 2004 à Évry-Courcouronnes en France, est un footballeur français qui évolue au poste d'ailier droit au FC Augsbourg.

## Biographie

### Enfance
Kyliane Dong grandi dans le quartier de la Fontaine de L’Orme à Saint Michel sur Orge. Il est en France mais possède également des origines camerounaises.

### Carrière

#### En club
Né à Évry-Courcouronnes en France, Kyliane Dong joue pour le FC Fleury 91 avant d'être formé à l'ESTAC Troyes. Il s'illustre notamment lors de la saison 2021-2022 de Coupe Gambardella en marquant quatre buts et délivrant six passes décisives en quatre matchs. Il signe son premier contrat professionnel à 17 ans, le 16 juin 2022. Il est alors lié à l'ESTAC jusqu'en juin 2025.
C'est avec ce club qu'il joue son premier match en professionnel, le 7 août 2022, lors de la première journée de la saison 2022-2023 de Ligue 1, contre le Montpellier HSC. Il entre en jeu et son équipe est battue par trois buts à deux.
Il fait sa première apparition en Ligue 2 le 5 août 2023, lors de la première journée de la saison 2023-2024 face à l'USL Dunkerque. Il est titularisé et marque également son premier but en professionnel, mais les deux équipes se neutralisent (2-2 score final).

#### En sélection
Kyliane Dong représente l'équipe de France des moins de 20 ans, jouant son premier match avec cette sélection le 8 septembre 2023 contre le Danemark. Il est titularisé et les deux équipes se neutralisent (2-2 score final).